# Liste der Biografien/Schis
Liste der Biografien |
Portal Biografien |
Personensuche
# |
A |
B |
C |
D |
E |
F |
G |
H |
I |
J |
K |
L |
M |
N |
O |
P |
Q |
R |
S |
T |
U |
V |
W |
X |
Y |
Z |
?
 
Sa |
Sb |
Sc |
Sd |
Se |
Sf |
Sg |
Sh |
Si |
Sj |
Sk |
Sl |
Sm |
Sn |
So |
Sp |
Sq |
Sr |
Ss |
St |
Su |
Sv |
Sw |
Sy |
Sz
 
Sca–Sce |
Sch |
Sci–Scz
 
Scha |
Schc |
Schd |
Sche |
Schg |
Schi |
Schj |
Schk |
Schl |
Schm |
Schn |
Scho |
Schp |
Schr |
Schs |
Scht |
Schu |
Schv |
Schw |
Schy
 
Schia |
Schib |
Schic |
Schid |
Schie |
Schif |
Schig |
Schih |
Schij |
Schik |
Schil |
Schim |
Schin |
Schio |
Schip |
Schir |
Schis |
Schit |
Schiu |
Schiv |
Schiw |
Schiz
Die Liste der Biografien führt alle Personen auf, die in der deutschsprachigen Wikipedia einen Artikel haben. Dieses ist eine Teilliste mit 52 Einträgen von Personen, deren Namen mit den Buchstaben „Schis“ beginnt.

## Schis

### Schisa
- Schisanowski, Timo (* 1981), deutscher Politiker (SPD), MdB

### Schisc
- Schischakli, Adib asch- (1909–1964), syrischer Politiker und Präsident von Syrien (1953–1954)
- Schischani, Abu Omar al- (1986–2016), georgischer Dschihadist, Führer der Terrororganisation Islamischer Staat
- Schischchanowa, Ljubow Baschirowna (1947–2023), sowjetische bzw. russische Organistin, Musikpädagogin und Hochschullehrerln
- Schischefski, Günter (1925–2007), deutscher Eishockeyspieler und -trainer
- Schischefsky, Frank (* 1967), deutscher Politiker (SPD), Gewerkschaftsfunktionär und Fotograf
- Schischegg, Hermann (1878–1960), slowenisch-österreichischer Fotograf, Drucker und Unternehmer
- Schischigina, Olga (* 1968), kasachische Hürdenläuferin und Olympiasiegerin
- Schischkanow, Timofei Michailowitsch (* 1983), russischer Eishockeyspieler
- Schischkarjow, Daniil Borissowitsch (* 1988), russischer Handballspieler
- Schischkin, Alexander Fjodorowitsch (1902–1977), sowjetischer Philosoph und Hochschullehrer
- Schischkin, Alexander Gennadjewitsch (* 1960), russischer Unternehmer und Politiker
- Schischkin, Arkadi Wassiljewitsch (1899–1985), sowjetischer Fotograf
- Schischkin, Boris Konstantinowitsch (1886–1963), russisch-sowjetischer Botaniker
- Schischkin, Dmitri (* 1992), russischer Pianist
- Schischkin, Georgi Georgijewitsch (* 1948), sowjetisch-russischer Maler und Grafiker
- Schischkin, Iwan Iwanowitsch (1832–1898), russischer Maler und GrafikerIwan Iwanowitsch Schischkin (1832–1898)

Iwan Iwanowitsch Schischkin (1832–1898)

- Schischkin, Juri Nikolajewitsch (* 1963), sowjetisch-russischer Fußballspieler und -trainer
- Schischkin, Michail Pawlowitsch (* 1961), russisch-schweizerischer SchriftstellerMichail Pawlowitsch Schischkin (* 1961)

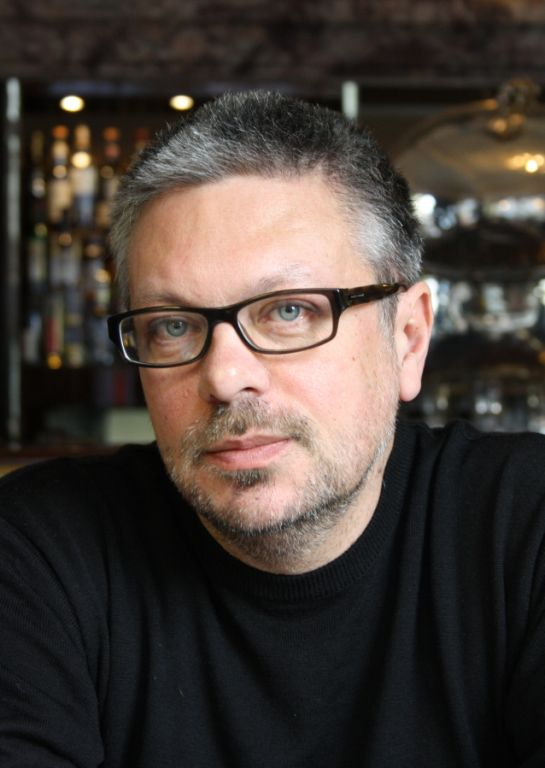
Michail Pawlowitsch Schischkin (* 1961)

- Schischkin, Roman Alexandrowitsch (* 1987), russischer Fußballspieler
- Schischkin, Wadim Wladimirowitsch (* 1995), russischer Skispringer
- Schischkin, Wladimir Wassiljewitsch (1938–1990), sowjetischer Schachspieler
- Schischkin, Wladimir Wladimirowitsch (* 1964), sowjetisch-russischer Hürdenläufer
- Schischkina, Alla Anatoljewna (* 1989), russische Synchronschwimmerin
- Schischkina, Ljudmila Wladimirowna (* 1990), russische Biathletin
- Schischkina, Sofia (* 1998), russische Fußballspielerin
- Schischkina, Weronika (* 2003), kasachische Skispringerin
- Schischkina-Jawein, Polyxena Nestorowna (1875–1947), russisch-sowjetische Ärztin und Suffragette
- Schischkoff, Georgi (1912–1991), bulgarisch-deutscher Mathematiker und Philosoph
- Schischkow, Alexander Semjonowitsch (1754–1841), russischer Admiral, Schriftsteller und Minister für Volksbildung
- Schischkow, Alexander Wassiljewitsch (1883–1920), russischer Revolutionär
- Schischkow, Leon Nikolajewitsch (1830–1908), russischer Chemiker
- Schischkow, Wjatscheslaw Jakowlewitsch (1873–1945), russisch-sowjetischer Schriftsteller
- Schischkowa, Jewgenija Wassiljewna (1972–2025), russische Eiskunstläuferin
- Schischkowski, Lisa (* 1994), deutsche Grasskiläuferin
- Schischmanow, Iwan (1862–1928), bulgarischer Politiker, Literaturhistoriker, Folklorist
- Schischmanowa, Schulieta (1936–1978), bulgarische Gymnastiknationaltrainerin
- Schischmarjow, Gleb Semjonowitsch (1781–1835), russischer Marineoffizier und Polarforscher
- Schischmarjow, Michail Michailowitsch (1883–1962), russisch-sowjetischer Revolutionär, Flugzeugbauer und Hochschullehrer
- Schischmarjowa, Jelisaweta Michailowna (1904–1996), russisch-sowjetische Übersetzerin
- Schischow, Wassili Alexandrowitsch (* 1961), sowjetischer Boxer
- Schischowa, Ljudmila Nikolajewna (1940–2004), sowjetische Florettfechterin

### Schisg
- Schisgal, Murray (1926–2020), US-amerikanischer Autor, Drehbuchautor und Dramatiker

### Schisk
- Schiske, Karl (1916–1969), österreichischer Komponist

### Schisl
- Schisler, Gale (1933–2020), US-amerikanischer Politiker
- Schislin, Grigori Jefimowitsch (1945–2017), sowjetischer bzw. russischer Violinist und Musikpädagoge

### Schisn
- Schisnewa, Olga Andrejewna (1899–1972), sowjetische Schauspielerin

### Schiss
- Schissel von Fleschenberg, Otmar (1884–1943), österreichischer Philologe und Byzantinist
- Schissler, Christoph († 1608), deutscher Instrumentenbauer
- Schissler, Freddy (* 1962), deutscher Journalist und Buchautor
- Schissler, Hanna (* 1946), deutsche Historikerin und Hochschullehrerin
- Schissler, Willi (* 1949), deutscher Schriftsteller